# Воля (Нідзицький повіт)
Воля (пол. Wola, нім. Wolla, 1938-45: Grenzdamm) — село в Польщі, у гміні Козлово Нідзицького повіту Вармінсько-Мазурського воєводства.
Населення — 45 осіб (2011).
У 1975-1998 роках село належало до Ольштинського воєводства.

## Демографія
Демографічна структура станом на 31 березня 2011 року:
|          | Загалом | Допрацездатний вік | Працездатний вік | Постпрацездатний вік |
| -------- | ------- | ------------------ | ---------------- | -------------------- |
| Чоловіки | 24      | 5                  | 18               | 1                    |
| Жінки    | 21      | 5                  | 12               | 4                    |
| Разом    | 45      | 10                 | 30               | 5                    |